# Sequestro Relâmpago (filme)
Sequestro Relâmpago é um filme brasileiro de 2018, dos gêneros drama e suspense, dirigido por Tata Amaral, escrito por Marton Olympio, Henrique Pinto e Tata Amaral, baseado na história real da artista Ana Beatriz Elorza.
O longa é estrelado por Marina Ruy Barbosa, Daniel Rocha, Sidney Santiago, Projota, entre outros nomes do cinema brasileiro.

## Sinopse
Matheus (Sidney Santiago) e Japonês (Daniel Rocha) são dois jovens que não são amigos, mas que se juntam para realizar uma série de sequestros na noite de São Paulo. A primeira vítima é Isabel (Marina Ruy Barbosa), uma jovem de 21 anos que está saindo de um bar. Os três estão nervosos. Quando encontram o primeiro caixa eletrônico às 22h, ele está quebrado. Os dois percebem que não conseguirão encontrar outro caixa-eletrônico antes da manhã do dia seguinte. Mantendo Isabel refém, eles dirigem de um lado pro outro pela noite, decidindo o que fazer com ela.

## Elenco
- Marina Ruy Barbosa como Isabel
- Daniel Rocha como Japonês
- Sidney Santiago como Matheus
- Tess Amorim como amiga de Isabel
- Marina Mathey como amiga de Isabel
- Linn da Quebrada como Marilda
- Projota como Daniel
- Malu Bierrenbach como Lorena
- Danilo de Moura como Pirraça
- Che Moais como Primo